# Пісок (Верхошижемський район)
Пісо́к (рос. Песок) — присілок у складі Верхошижемського району Кіровської області, Росія. Входить до складу Угорського сільського поселення.
Населення становить 3 особи (2010, 4 у 2002).
Національний склад станом на 2002 рік — росіяни 100 %.